# Ježovky
Ježovky (Echinoidea) jsou ostnokožci kulovitého tvaru, mají pevnou vnitřní kostru z mezodermu z vápencových destiček a na nich umístěných pohyblivých, často jedovatých, ostnů. Ty je chrání před nepřáteli a umožňují jim hrabání.

## Stavba těla
Mají paprsčitě souměrné tělo, zpravidla pětičetné, ale mohou získat druhotně zpět i bilaterální souměrnost, některé jsou tedy zploštělé a dvojstranně souměrné.
Kolem ústního otvoru mají zvláštní žvýkací ústrojí nazývané podle svého objevitele Aristotelova lucerna. Tvoří ji pět do kruhu uspořádaných pohyblivých zoubků, díky nimž mohou ježovky jako potravu přijímat třeba řasy, které oškrabují ze skal, nebo jinou potravu, kterou pomocí toho ústrojí mohou sebrat ze země, rozžvýkat a pozřít.

## Maskování mRNA
Raná embryogeneze těchto živočichů je možná i v neoplodněném vajíčku. Po přidání aktinomycinu D, který inhibuje syntézu RNA, však není tento proces zpomalen. Děje se tak kvůli jevu nazvaném jako maskování mRNA. Tato mRNA je přítomna ve vajíčku od samého začátku a zároveň je asociována s proteiny, čímž se zabrání její translaci (a případně degradaci). Vlivem fertilizace je však mRNA od proteinu oddělena, čímž může dojít k jejímu překladu. Prodleva mezi oplodněním a translací tak v tomto případě neexistuje. Tento jev je pozorován u mnoha eukaryotních buněk, není však známo, zda je využíván i v jiných než embryonálních tkáních.

## Jikry
Jikry mořského ježka se v Japonsku nazývají uni a často bývají podávány syrové jako sašimi nebo v sushi se sójovou omáčkou a wasabi.

## Zástupci
K ježovkám patří například:

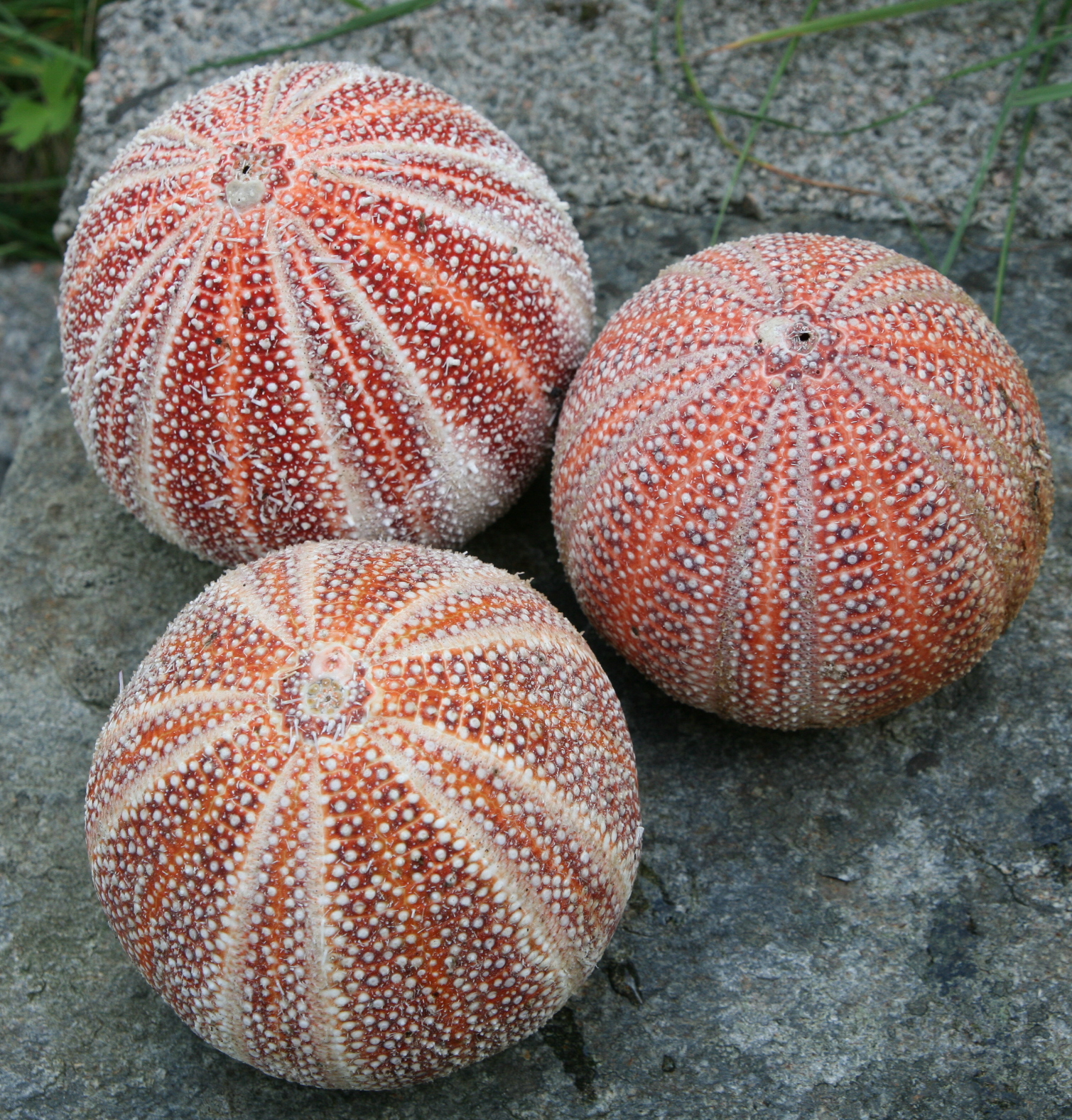
Ježovky – prázdné schránky

- ježovka jedlá (Echinus esculentus) – Tato ježovka je častou potravou některých ryb, tzv. madreporofágních ryb, které jsou schopny požírat ostnokožce.
- ježovka pruhovaná (Echinothrix calamaris)
- ježovka obecná (Sphaerechinus granularis)
- ježovka strukovitá (Heterocentrotus mammillatus)